# Itaoca de Cima
Itaoca de Cima é um distrito do município brasileiro de Nova Campina, no interior do estado de São Paulo.

## História

### Formação administrativa
- Lei ordinária nº 73 de 02/05/1995 - Dispõe sobre a criação do distrito de Itaoca de Cima[2].

## Geografia

### Demografia

#### População urbana
| Crescimento população urbana | Crescimento população urbana | Crescimento população urbana | Crescimento população urbana |
| Censo                        | Pop.                         |                              | %±                           |
| ---------------------------- | ---------------------------- | ---------------------------- | ---------------------------- |
| 2000                         | 1 184                        |                              | —                            |
| 2010                         | 884                          |                              | −25,3%                       |
| Fonte: IBGE e Fundação SEADE |                              |                              |                              |

#### População total
Pelo Censo 2010 (IBGE) a população total do distrito era de 1 381 habitantes.

### Área territorial
A área territorial do distrito é de 70,054 km².

### Rodovias
O principal acesso ao distrito é a estrada vicinal Nova Campina - Itaoca de Cima.

### Ferrovias
Pátio Itaoca (ZOK) do Ramal de Apiaí (FEPASA), sendo a ferrovia operada atualmente pela Rumo Malha Sul.

## Serviços públicos

### Registro civil
Feito na sede do município, pois o distrito não possui Cartório de Registro Civil das Pessoas Naturais.

### Saneamento
O serviço de abastecimento de água é feito pela Companhia de Saneamento Básico do Estado de São Paulo (SABESP).

### Energia
A responsável pelo abastecimento de energia elétrica é a Neoenergia Elektro, antiga CESP.

## Religião
O Cristianismo se faz presente no distrito da seguinte forma:

### Igreja Católica
- A igreja faz parte da Diocese de Itapeva[15].

### Igrejas Evangélicas
- Assembleia de Deus - O distrito possui congregação da Assembleia de Deus Ministério do Belém, vinculada ao Campo de Sorocaba[16][17].
- Congregação Cristã no Brasil[18].
- Igreja Presbiteriana.